# Rodoviária Interestadual de Brasília
Inaugurada em 25 de julho de 2010, a nova Rodoviária Interestadual de Brasília recebe as linhas de ônibus interestaduais procedentes ou com destino a cidades de praticamente todos os Estados do Brasil.
É uma concessão pública, por trinta anos, do governo do Distrito Federal ao consórcio 'Novo Terminal', formado pelas empresas Socicam, JCGontijo Engenharia e Construtora Artec. Ao custo de cerca de R$ 55 milhões, o terminal possui 20 mil metros quadrados de área construída. Conta com 32 boxes para ônibus, 10 estabelecimentos comerciais e 4 quiosques.
A Rodoviária Interestadual de Brasília situa-se ao lado da estação Shopping do Metrô do Distrito Federal, facilitando o acesso para os usuários do metropolitano.
Trinta e nove empresas de ônibus interestadual operam no local. A previsão é de que a Rodoviária de Brasília atenda cerca de 140 mil passageiros por mês.
O primeiro ônibus a partir da nova rodoviária brasiliense, na madrugada do dia da inauguração, seguiu para Feira de Santana, no estado da Bahia.
Matéria veiculada pelo Jornal Nacional, da TV Globo, em maio de 2012, destacou a Rodoviária Interestadual de Brasília como sendo um terminal moderno, bonito e bem sinalizado, em contraste com o observado em outros terminais rodoviários do país.

## Arquitetura Sustentável
O Terminal Rodoviário de Brasília foi projetado dentro do conceito de arquitetura sustentável e agrega o que há de mais inovador em termos de construção.O projeto do empreendimento favorece a iluminação natural e o reaproveitamento das aguas pluviais. Com isso recebeu do Inmetro o selo A de eficiência energética para edifícios. 

## Novo Destino
A Rodoviária Interestadual substituiu a velha Rodoferroviária de Brasília - localizada no extremo oeste do Eixo Monumental, a cerca 10 km do Plano Piloto - passando a ser o novo destino de veículos que percorrem mais de 75 km que saem ou chegam a Brasília. 